# 그리스와 덴마크의 공주 올가
그리스와 덴마크의 공주 올가(그리스어: Όλγα, 1903년 6월 11일 ~ 1997년 10월 16일)는 유고슬라비아 왕국의 섭정인 파블레 카라조르제비치와 결혼한 그리스의 공주였다. 그녀의 결혼 후에, 그녀는 유고슬라비아 왕자빈 올가로 알려졌다.